# カワサキ・ニンジャZX-6R
ニンジャZX-6R(ニンジャゼットエックスシックスアール)は、カワサキモータースが製造している4ストロークの輸出市場向けの大型自動二輪車(オートバイ)である。日本では市販モデルが逆輸入にて販売されている。レース専用車においては正規でも販売されていた。かつて存在した派生車のニンジャZX-6RR(ニンジャゼットエックスシックスアールアール)についても本項で詳述する。

## 概要
ZX-6Rの元々のエンジンはスーパースポーツ世界選手権に出場する他のライバルと同じ599cc水冷4ストローク直列4気筒であった。市販車がレース指向を強くしすぎると「サスペンションが固すぎる」「低速トルクがない」などと、一般ユーザーが犠牲になる面も目立ち始めていた。そこで2002年に、他社の600ccクラススーパースポーツモデルと差別化を図り、公道走行を重視した排気量636ccのZX-6Rを登場させたのである。一方でレース参戦を前提にした排気量599ccモデルにはニンジャZX-6RRという呼称が与えられた。
2002年モデルまでは、フレームなどをZX-9Rと共用とし開発が進められてきた(9Rのシャシーは1998年モデルから6Rのシャシーを採用していた)。2003年ZX-9RがZX-10Rにフルモデルチェンジとなったため、ZX-6Rは単独での開発が行われ、専用パーツが投入された。
2005年のフルモデルチェンジで空力特性に優れたセンターアップマフラーなどを投入し、フレームを含め全てを専用設計とし、ニンジャシリーズ最小のCdA値(空気抵抗値)0.27を実現させるためにデザインも2003年モデルと比較しエッジの取れたデザインとなった。エンジンに関しては、排気デバイスの採用やFIは従来からのツインバルブ方式に加えツインインジェクターを採用、給排気バルブを大径化するなど、高回転域のエンジンパワーのみならず中低速域のトルクにおいても向上させている。
2007年のフルモデルチェンジでは、開発に元WGPライダーの眞子智実を起用し、車体デザインの変更だけでなく、エンジンを完全に一新して全回転域においての扱いやすさを向上させた。これにより公道用636ccモデルは廃止され、599ccモデルがZX-6Rの車名を受け継ぐことになった。
2009年のフルモデルチェンジでは、それまでのセンターアップマフラーからサイド出しショートマフラーに変更。またフロントフォークにSHOWA製のBPF(ビッグピストンフロントフォーク)サスペンションを採用し、足回りを刷新した。さらにスリッパークラッチやオーリンズ製のツインチューブステアリングダンパーを標準装備した。
2012年のフルモデルチェンジでは、エンジン排気量を再び636ccとして公道走行を重視し、フロントフォークを左右別構造式の大径フォークであるSHOWA製SFF-BP(セパレートファンクションフォーク-ビッグピストン)に換装した。またトラクションコントロールも装備し、追加仕様としてABS搭載モデルも併売される。なお先代の600ccモデルも欧州のレース向けとして継続販売された。
2018年に、2019年モデルが発表された。フルモデルチェンジとなったZX-6Rは、逆スラント形状のLEDヘッドライトなどニンジャ250、ニンジャ400Rとほとんど共通のデザインとなっている。新装備としてはクイックシフター(アップのみ)、ハザードランプスイッチが装備された。
2022年に施行されたスーパースポーツ世界選手権レギュレーション改定の結果、2025年からレースベース車も636ccに変更されることが決まっている。
なおカワサキの日本国内販売元であるカワサキモータースジャパンは、レース専用モデルとしてのZX-6Rを2020年まで毎年期間限定で特別販売しており、レースベース車両は600ccのアメリカ仕様で同社の認定保証は受けられない(クレームも含む)。レース専用モデルであるためにイモビライザー等公道走行に必要な装備は装着されておらず、また一般公道での走行はできない。

## モデル一覧
欧州仕様参考値。

### ZX600F
- 1995年～1997年
- 599cc,74kW/64Nm
- F:120/60ZR17　R:160/60ZR17
- 乾燥重量182kg、装備206kg

### ZX600G
- 1998年
- フェイスリフトがあり2眼ライトを採用
- 79kW/65Nmへ出力アップ
- Rタイヤが10mm太の170/60ZR17へ変更
- 6kg軽量化され176kgへ。装備200kg

### ZX600J
- 2000年
- 82kW/66Nmへ出力アップ
- Fタイヤが120/65ZR17へ変更
- Rタイヤが10mm太の180/55ZR17へ変更
- 4kg軽量化され172kgへ。装備195kg

### ZX636A
- 2002年　フルモデルチェンジ
- メッキシリンダー採用によりボアが66mmから68mmへと拡大
- 636cc,83kW/71Nm
- 4kg軽量化され172kgへ

### ZX636B
- 2003年
- 87kW/67Nmへと出力アップ
- 9kgもの軽量化で161kg。装備188kg

### ZX636C
- 2005年
- 95.5kW/70.5Nmへと出力アップ
- 3kg重量増となり164kgへ。装備192kg

### ZX600P
- 2007年　フルモデルチェンジ
- 599cc,91.9kW/66Nm
- 乾燥重量167kg/装備200kg

### ZX600R
- 2009年
- 94.1kW/66,7Nmへと出力アップ
- 装備重量が192kgへ軽量化。

### ZX636E/F
- 2013年　フルモデルチェンジ
- 96.4kW(131PS)/13,500rpm ラム加圧時 101kW(137PS)/13,500rpm
- 排気量が636㏄に拡大。次モデル発売までカラーリングのみの変更、特別仕様車の発売のみでスペックには変更なし

### ZX636GKF/HKF
- 2018年　フルモデルチェンジ
- 93kW(126PS)/13,500rpm ラムエア加圧時 97kW(132PS)/13,500rpm

### ZX636JRF
- 2023年　フルモデルチェンジ
- ウイングレットスタイルのインレットを採用
- 新排出ガス規制に対応するためにカムプロフィールを見直し
- 吸気ファンネル形状の見直しにより、低中回転域の性能を向上

## 主要諸元
| モデル         | 1995年（ZX600-F1）               | 1998年（ZX600-G1）                      | 2000年（ZX600-J1）                      | 2002年（ZX636-A1）                      | 2003年（ZX636-B1）                      | 2005年（ZX636-C1）                      | 2007年（ZX600P）                        | 2009-2010年（ZX600R）            | 2004（ZX600R-M1） （ZX-6RR）            |
| -------------- | -------------------------------- | --------------------------------------- | --------------------------------------- | --------------------------------------- | --------------------------------------- | --------------------------------------- | --------------------------------------- | -------------------------------- | --------------------------------------- |
| 写真           | 1997 ZX-6R                       | 1999 ZX-6R                              |                                         | 2002 ZX-6R                              | 2003 ZX-6R                              | 2005 ZX-6R                              | 2007 ZX-6R                              | 2009 ZX-6R                       | 2003 ZX-6RR                             |
| エンジン       | 水冷・4ストローク・DOHC・4バルブ | 水冷・4ストローク・DOHC・4バルブ        | 水冷・4ストローク・DOHC・4バルブ        | 水冷・4ストローク・DOHC・4バルブ        | 水冷・4ストローク・DOHC・4バルブ        | 水冷・4ストローク・DOHC・4バルブ        | 水冷・4ストローク・DOHC・4バルブ        | 水冷・4ストローク・DOHC・4バルブ | 水冷・4ストローク・DOHC・4バルブ        |
| 気筒配列数     | 並列4気筒                        | 並列4気筒                               | 並列4気筒                               | 並列4気筒                               | 並列4気筒                               | 並列4気筒                               | 並列4気筒                               | 並列4気筒                        | 並列4気筒                               |
| 総排気量       | 599cm3                           | 599cm3                                  | 599cm3                                  | 636cm3                                  | 636cm3                                  | 636cm3                                  | 599.4cm3                                | 599.4cm3                         | 599cm3                                  |
| 内径x行程      | 66.0mm x 43.8mm                  | 66.0mm x 43.8mm                         | 66.0mm x 43.8mm                         | 68.0mm x 43.8mm                         | 68.0mm x 43.8mm                         | 68.0mm x 43.8mm                         | 67.0mm x 42.5mm                         | 67.0mm x 42.5mm                  | 67.0mm x 42.5mm                         |
| 圧縮比         | 11.8：1                          | 11.8：1                                 | 12.8：1                                 | 12.8：1                                 | 12.8：1                                 | 12.9：1                                 | 13.3：1                                 | 13.3：1                          | 13.5：1                                 |
| 最高出力       | 77.0kW(105ps)/12,500rpm          | 79.4kW(108ps)/12,000rpm                 | 81.6kW(111ps)/12,000rpm                 | 83.0kW(113ps)/12,500rpm                 | 87.0kW(118ps)/13,000rpm                 | 95.5kW(130ps)/14,000rpm                 | 91.9kW(125ps)/14,000rpm                 | 87.5kW(119ps)/12,500rpm          | 86.0kW(117ps)/13,000rpm                 |
| 最大トルク     | 65.0Nm(6.6kgfm)/10,000rpm        | 65.7Nm(6.7kgfm)/10,000rpm               | 65.6Nm(6.7kgfm)/10,000rpm               | 71.0Nm(7.2kgfm)/9,800rpm                | 67.0Nm(6.8kgfm)/11,000rpm               | 70.5Nm(7.1kgfm)/11,500rpm               | 66.0Nm(6.73kgfm)/11,700rpm              | 66.7Nm(6.8kgfm)/11,800rpm        | 65.Nm(6.6kgfm)/12,000rpm                |
| 全長           | 2,030mm                          | 2,025mm                                 | 2,030mm                                 | 2,030mm                                 | 2,025mm                                 | 2,065mm                                 | 2,105mm                                 | 2,090mm                          | 2,025mm                                 |
| 全幅           | 690mm                            | 715mm                                   | 730mm                                   | 730mm                                   | 720mm                                   | 715mm                                   | 720mm                                   | 710mm                            | 720mm                                   |
| 全高           | 1,130mm                          | 1,160mm                                 | 1,175mm                                 | 1,175mm                                 | 1,100mm                                 | 1,110mm                                 | 1,125mm                                 | 1,115mm                          | 1,110mm                                 |
| シート高       | 810mm                            | 815mm                                   | 820mm                                   | 820mm                                   | 825mm                                   | 820mm                                   | 820mm                                   | 815mm                            | 825mm                                   |
| 最低地上高     | 120mm                            | 140mm                                   | 145mm                                   | 145mm                                   | 130mm                                   | 120mm                                   | 125mm                                   | N.A.                             | 130mm                                   |
| 燃料供給装置   | キャブレター                     | キャブレター                            | キャブレター                            | キャブレター                            | 電子制御式燃料噴射装置                  | 電子制御式燃料噴射装置                  | 電子制御式燃料噴射装置                  | 電子制御式燃料噴射装置           | 電子制御式燃料噴射装置                  |
| ホイールベース | 1,415mm                          | 1,400mm                                 | 1,400mm                                 | 1,400mm                                 | 1,400mm                                 | 1,390mm                                 | 1,405mm                                 | 1,400mm                          | 1,400mm                                 |
| 乾燥重量       | 182kg                            | 176kg                                   | 171kg                                   | 174kg                                   | 161kg                                   | 164kg                                   | 167kg                                   | N.A.                             | 161kg                                   |
| 燃料タンク容量 | 18.0L                            | 18.0L                                   | 18.0L                                   | 18.0L                                   | 18.0L                                   | 17.0L                                   | 17.0L                                   | 17.0L                            | 18.0L                                   |
| タイヤサイズ   | 前:120/60 ZR17 後:160/60 ZR17    | 前:120/60 ZR17(55W) 後:170/60 ZR17(72W) | 前:120/65 ZR17(56W) 後:180/55 ZR17(73W) | 前:120/65 ZR17(56W) 後:180/55 ZR17(73W) | 前:120/65 ZR17(56W) 後:180/55 ZR17(73W) | 前:120/65 ZR17(56W) 後:180/55 ZR17(73W) | 前:120/70 ZR17(58W) 後:180/55 ZR17(73W) | 前:120/70 ZR17 後:180/55 ZR17    | 前:120/65 ZR17(56W) 後:180/55 ZR17(73W) |
| 出典           | [ 2 ]                            | [ 2 ]                                   | [ 3 ]                                   | [ 3 ]                                   | [ 3 ]                                   | [ 4 ]                                   | [ 5 ]                                   | [ 6 ]                            | [ 4 ]                                   |